# 57a Mostra Internacional de Cinema de Venècia
La 57a Mostra Internacional de Cinema de Venècia es va celebrar entre el 30 d'agost i el 9 de setembre de 2000. El Lleó d'Or fou atorgat a Dayereh dirigida per Jafar Panahi.

## Jurat
El jurat de la Mostra de 2000 va estar format per:
- Miloš Forman (president)
- Jennifer Jason Leigh
- Samira Makhmalbaf
- Tahar Ben Jelloun
- Giuseppe Bertolucci
- Claude Chabrol
- Andreas Kilb (crític de cinema)

## Selecció oficial

### En competició
| Títol original            | Director(s)           | País de producció                                  |
| ------------------------- | --------------------- | -------------------------------------------------- |
| Before Night Falls        | Julian Schnabel       | Estats Units                                       |
| Dayereh                   | Jafar Panahi          | Iran/ Itàlia/ Suïssa                               |
| Comédie de l'innocence    | Raoul Ruiz            | França                                             |
| Denti                     | Gabriele Salvatores   | Itàlia                                             |
| Dr. T & the Women         | Robert Altman         | Estats Units/ Alemanya                             |
| Liulian piao piao         | Fruit Chan            | Hong Kong                                          |
| O Fantasma                | João Pedro Rodrigues  | Portugal                                           |
| Laisvė                    | Sharunas Bartas       | Lituània/ França/ Portugal                         |
| The Goddess of 1967       | Clara Law             | Austràlia                                          |
| La lingua del santo       | Carlo Mazzacurati     | Itàlia                                             |
| Seom                      | Ki-duk Kim            | Corea del Sud                                      |
| Il partigiano Johnny      | Guido Chiesa          | Itàlia                                             |
| Liam                      | Stephen Frears        | Estats Units/ Regne Unit/ Alemanya/ Itàlia/ França |
| The Man Who Cried         | Sally Potter          | Regne Unit/ França                                 |
| I cento passi             | Marco Tullio Giordana | Itàlia                                             |
| La virgen de los sicarios | Barbet Schroeder      | Colòmbia/ Espanya/ França                          |
| Zhantai                   | Jia Zhangke           | R.P. de la Xina                                    |
| Selon Matthieu            | Xavier Beauvois       | França                                             |
| Uttara                    | Buddhadev Dasgupta    | Índia                                              |
| Palavra e Utopia          | Manoel de Oliveira    | Portugal                                           |

## Seccions autònomes

### Setmana de la Crítica del Festival de Cinema de Venècia
Les següents pel·lícules foren exhibides com en competició per a aquesta secció:
- Felicidades de Lucho Bender [5]
- La Faute à Voltaire d'Abdellatif Kechiche
- Lontano in fondo agli occhi de Giuseppe Rocca [6]
- Noites de Cláudia Tomaz [7]
- Roozi ke zan shodam de Marzieh Meshkini
- Scoutman (Pain) de Masato Ishioka
- You Can Count On Me de Kenneth Lonergan

## Premis
- Lleó d'Or:
  - Dayereh (Jafar Panahi)
- Premi Especial del Jurat:
  - Before Night Falls (Julian Schnabel)
- Lleó d'Argent:
  - A Telephone Call for Genevieve Snow (Peter Long)
- Premi Osella:
  - Contribució tècnica destacada: Claudio Fava, Marco Tullio Giordana i Monica Zapelli (pel guió) I cento passi
- Copa Volpi:
  - Millor Actor: Javier Bardem Before Night Falls
  - Millor Actriu: Rose Byrne The Goddess of 1967
  - Menció Especial Millor Curtmetratge: Faouzi Bensaïdi The Rain Line
  - Menció Especial Millor Curtmetratge: Sandro Aguilar Sem Movimento
- Medalla d'Or del President del Senat Italià:
  - La virgen de los sicarios (Barbet Schroeder)
- Premi Marcello Mastroianni:
  - Liam (Megan Burns)
- Premi Luigi De Laurentiis:
  - La Faute à Voltaire (Abdellatif Kechiche)
- Lleó d'Or a la carrera:
  - Clint Eastwood
- Premi FIPRESCI:
  - Millor Primera Pel·lícula: Thomas in Love (Pierre-Paul Renders)
  - Millor Pel·lícula: Dayereh (Jafar Panahi)
- Premi OCIC:
  - Liam (Stephen Frears)
  - Menció Honorífica: Before Night Falls (Julian Schnabel)
  - Menció Honorífica: Dayereh (Jafar Panahi)
- Premi Netpac:
  - Zhantai (Jia Zhangke)
  - Menció Especial: Seom (Ki-duk Kim)
- Premi Don Quixote:
  - Protagonisti, i diritti del '900 (Daniele Segre)
- Premi UNICEF:
  - Dayereh (Jafar Panahi)
- Premi UNESCO:
  - Roozi ke zan shodam (Marzieh Meshkini)
- Premi Pasinetti:
  - Millor Pel·lícula: I cento passi (Marco Tullio Giordana)
  - Millor Actor: Holy Tongue (Antonio Albanese i Fabrizio Bentivoglio)
  - Millor Actriu: Dayereh (Fereshteh Sadre Orafaee, Fatemeh Naghavi, Nargess Mamizadeh, Maryiam Palvin Almani, Mojgan Faramarzi, Elham Saboktakin, Monir Arab, Maedeh Tahmasebi, Maryam Shayegan, Khadijeh Moradi, Negar Ghadyani i Solmaz Panahi)
- Premi Pietro Bianchi:
  - Gillo Pontecorvo
- Premi Isvema:
  - Roozi ke zan shodam (Marzieh Meshkini)
- Premi FEDIC:
  - Placido Rizzotto (Pasquale Scimeca)
- Petit Lleó d'Or:
  - I cento passi (Marco Tullio Giordana)
- Premi Cult Network Italia:
  - Noites (Cláudia Tomaz)
- Premi FilmCritica "Bastone Bianco":
  - Palavra e Utopia (Manoel de Oliveira)
- Premi digital del festival de cinema futur:
  - Time and Tide (Tsui Hark)
  - Menció Especial: Denti (Gabriele Salvatores)
- Premi Laterna Magica
  - Thomas in Love (Pierre-Paul Renders)
- Premi Sergio Trasatti:
  - Dayereh (Jafar Panahi)
- Premi CinemAvvenire:
  - Millor pel·lícula sobre la relació entre l'home i la naturalesa: Laisve (Šarūnas Bartas)
  - Millor pel·lícula: I cento passi (Marco Tullio Giordana)
  - Millor primera pel·lícula: Roozi ke zan shodam (Marzieh Meshkini)
  - Premi Cinema per la Pau: La Faute à Voltaire (Abdellatif Kechiche)
- Premi Infants i Cinema:
  - Il partigiano Johnny (Guido Chiesa)
- Premi Banda Sonora Rota:
  - Before Night Falls (Carter Burwell)
- Premi Especial al Director:
  - Uttara (Buddhadeb Dasgupta)